# Sociedade para Organização Comunitária

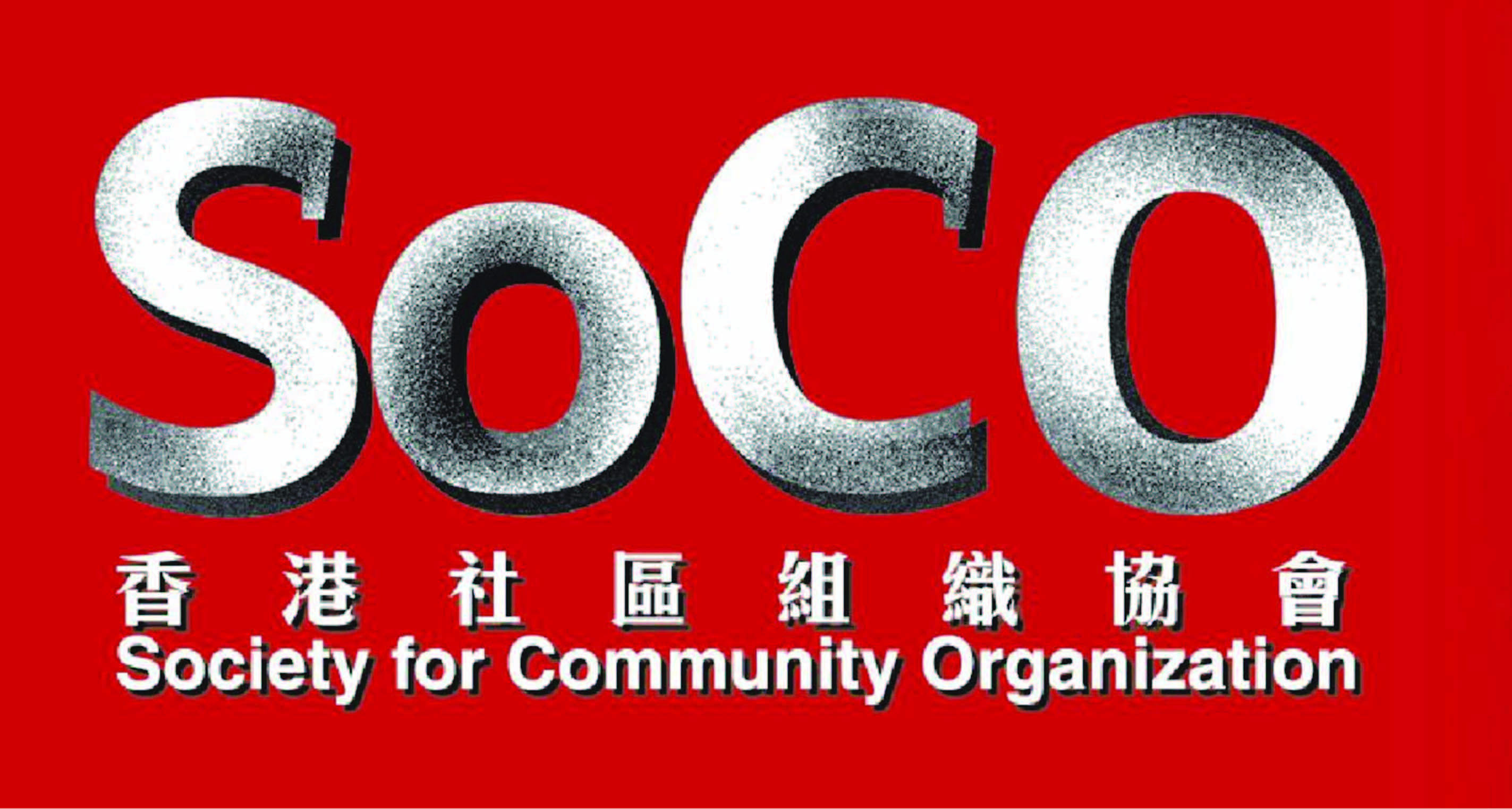
Sociedade para Organização Comunitária

A Sociedade para Organização Comunitária (SoCO) (em chinês: 香港 社區 組織 協會) é um grupo não-governamental e de defesa dos direitos humanos em Hong Kong. O grupo foi fundado em 1971 por membros da igreja,  formado por um grupo de clérigos e pessoas, que pensavam sobre o desenvolvimento de Hong Kong e fizeram algumas campanhas por um sistema social mais justo.
Por meio da promoção dos direitos civis e da organização das pessoas afetadas, eles promovem o respeito pelos direitos e a igualdade dessas pessoas por todos os membros da sociedade.Também é apoiado financeiramente por doações de várias igrejas, financiamento estrangeiro, da comunidade e de indivíduos. O grupo organizou ações sociais comunitárias e programas de educação cívica para incentivar a participação política da população.

## História
O SoCO surgiu do movimento de reassentamento de Yaumatei entre 1971 e 1972, quando os assistentes sociais fizeram uma campanha para reassentar o pessoal do barco no tufão Yaumatei abrigando moradores em moradias públicas acessíveis. Os Maryknolls e as equipes do Comitê Industrial Cristão de Hong Kong (HKCIC) se uniram e fundaram o SoCO em 1971 para trabalhar no sentido de abordar preocupações locais e populares através da construção de comunidades e envolvimento da comunidade em alguns dos bairros mais pobres e industriais de Hong Kong.